# Georges Petit
Georges Petit (Parigi, 11 marzo 1856 – 12 maggio 1920) è stato un gallerista francese.
È stato uno dei più grandi sostenitori dell'impressionismo. Nel 1930, dieci anni dopo la sua morte, è stata aperta in suo onore una galleria a Parigi intitolata con il suo stesso nome. Fra i quadri più belli troviamo Monet, Boldini, John Singer Sargent.